# Mar Angulo
María del Mar Angulo Martínez, née le 22 mai 1966, est une femme politique espagnole membre du Parti populaire (PP).

## Biographie

### Activités politiques
Elle est conseillère municipale de Soria de 1996 à 2004 puis de 2011 à 2015. En 2015, elle est élue députée aux Cortes de Castille-et-León.
Le 20 décembre 2015, elle est élue sénatrice de Soria au Sénat bien qu'elle l'ait été auparavant par désignation des Cortes de Castille-et-León.